# Anton Bíly
Anton Bíly (15. ledna 1931 – 21. února 2009) byl slovenský fotbalista, útočník, reprezentant Československa. V lize nastoupil i jeho syn Anton.

## Fotbalová kariéra
Za československou reprezentaci odehrál v letech 1956–1958 dvě utkání (ovšem dohromady jen 23 minut), 1x startoval v reprezentačním B-mužstvu. V lize odehrál 123 utkání a dal 35 gólů. Hrál za Slovan Bratislava (1955–1962), s nímž získal roku 1955 mistrovský titul. 3x startoval v evropských pohárech.

## Ligová bilance
| Ročník                                   | Zápasy | Góly | Klub              |
| ---------------------------------------- | ------ | ---- | ----------------- |
| Přebor československé republiky 1955     | 22     | 6    | Slovan Bratislava |
| 1. československá fotbalová liga 1956    | 21     | 6    | Slovan Bratislava |
| 1. československá fotbalová liga 1957/58 | 19     | 6    | Slovan Bratislava |
| 1. československá fotbalová liga 1958/59 | 24     | 7    | Slovan Bratislava |
| 1. československá fotbalová liga 1959/60 | 22     | 9    | Slovan Bratislava |
| 1. československá fotbalová liga 1960/61 | 12     | 0    | Slovan Bratislava |
| 1. československá fotbalová liga 1961/62 | 3      | 1    | Slovan Bratislava |
| CELKEM                                   | 123    | 35   |                   |